# Heteropoda kabaenae
Heteropoda kabaenae là một loài nhện trong họ Sparassidae.
Loài này thuộc chi Heteropoda. Heteropoda kabaenae được Embrik Strand miêu tả năm 1911.